# Franky Oviedo
Franky Oviedo (Cali, Valle del Cauca, Colombia; 21 de septiembre de 1973) es un exfutbolista colombiano naturalizado mexicano. Jugaba en la posición de mediocampista.

## Club Tijuana
Su primer acercamiento con el club en 2011 cuando la institución lo contacta para que los aconsejara sobre fichajes de futbolistas colombianos. 
Desde enero de 2012 comienza formalmente a trabajar como entrenador del club en sus divisiones menores, cargo que sigue ocupando hasta la fecha (2018).
Durante todo el mes de noviembre de 2018 fue el D.T. del equipo profesional en calidad de interino.

## Selección nacional

### Goles internacionales
| # | Fecha     | Lugar                                | Rival       | Gol | Resultado | Competición                                 |
| - | --------- | ------------------------------------ | ----------- | --- | --------- | ------------------------------------------- |
| 1 | 29-6-2000 | El Campín, Colombia                  | Argentina   | 1-1 | 1-3       | Eliminatorias Mundial de Corea y Japón 2002 |
| 2 | 31-3-2004 | Nacional de Lima, Perú               | Perú        | 2-0 | 2-0       | Eliminatorias Mundial de Alemania 2006      |
| 3 | 28-4-2004 | RFK Memorial Stadium, Estados Unidos | El Salvador | 2-0 | 2-0       | Amistoso                                    |
| 4 | 2-6-2004  | Olímpico Atahualpa, Ecuador          | Ecuador     | 1-1 | 1-2       | Eliminatorias Mundial de Alemania 2006      |

### Participaciones enEliminatorias al Mundial
| Eliminatoria                                | Sede del Mundial       | Posición               | Resultado              | PJ | GA | Asis |
| ------------------------------------------- | ---------------------- | ---------------------- | ---------------------- | -- | -- | ---- |
| Eliminatorias Mundial de Corea y Japón 2002 | Corea del Sur y Japón  | 6°lugar 27pts          | Eliminado              | 7  | 1  | 0    |
| Eliminatorias Mundial de Alemania 2006      | Alemania               | 6°lugar 24pts          | Eliminado              | 9  | 2  | 0    |
| Total en Eliminatorias                      | Total en Eliminatorias | Total en Eliminatorias | Total en Eliminatorias | 16 | 3  | 0    |

### Participaciones enCopas Oro
| Torneo        | Sede           | Posición   | PJ | GA | Asis |
| ------------- | -------------- | ---------- | -- | -- | ---- |
| Copa Oro 2000 | Estados Unidos | Subcampeón | 3  | 0  | 0    |

## Clubes

### Como jugador
| Club              | País      | Año       |
| ----------------- | --------- | --------- |
| América de Cali   | Colombia  | 1993-1995 |
| Deportes Quindío  | Colombia  | 1995      |
| América de Cali   | Colombia  | 1996-2000 |
| Club América      | México    | 2000-2004 |
| Puebla            | México    | 2004-2005 |
| Pachuca           | México    | 2005      |
| Necaxa            | México    | 2006-2007 |
| Deportivo Táchira | Venezuela | 2007      |
| Boyacá Chicó      | Colombia  | 2008      |

### Otros cargos
| Club               | País   | Año         | Rol               |
| ------------------ | ------ | ----------- | ----------------- |
| Club Tijuana       | México | 2012 - 2014 | Formador          |
| Dorados de Sinaloa | México | 2014        | Asistente técnico |
| Club Tijuana       | México | 2015 - 2020 | Formador          |

### Como entrenador
| Club Tijuana · (interino) · México |    |   |   |    |    |    |     |
| Apertura 2018                      | 3  | 0 | 1 | 2  | 3  | 3  | 0   |
| Total club                         | 3  | 0 | 1 | 2  | 3  | 3  | 0   |
| Club Tijuana Femenil · México      |    |   |   |    |    |    |     |
| Apertura 2020                      | 17 | 3 | 3 | 11 | 16 | 31 | -15 |
| Clausura 2021                      | 17 | 5 | 3 | 9  | 17 | 20 | -3  |
| Total club                         | 34 | 8 | 6 | 20 | 33 | 51 | -18 |

## Palmarés

### Campeonatos nacionales
| Título           | Club            | País     | Año     |
| ---------------- | --------------- | -------- | ------- |
| Primera División | América de Cali | Colombia | 1996/97 |
| Primera División | Club América    | México   | 2002    |
| InterLiga        | Necaxa          | México   | 2007    |
| Primera División | Boyacá Chicó    | Colombia | 2008    |

### Copas internacionales
| Título                          | Club            | País           | Año  |
| ------------------------------- | --------------- | -------------- | ---- |
| Copa de las Américas Sub-23     | Colombia Sub-23 | Colombia       | 1994 |
| Copa Merconorte                 | América de Cali | Colombia       | 1999 |
| Copa de Gigantes de la Concacaf | Club América    | Estados Unidos | 2001 |